# モーリー男爵 (Mauley)
モーリー男爵(英:Baron Mauley)は、かつて存在したイギリスの男爵位。イングランド貴族爵位。

## 歴史

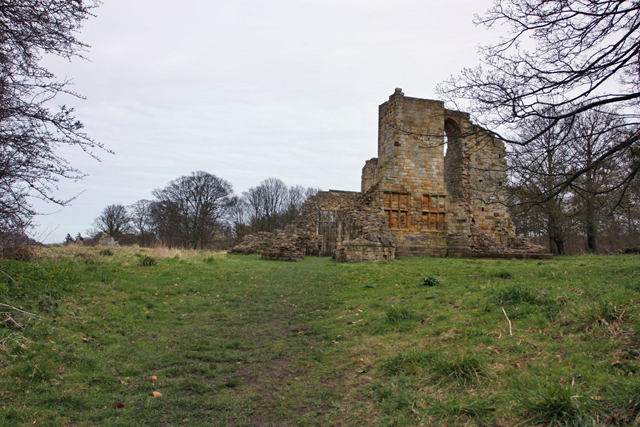
かつての一族の居城であるマルグレイブ城の遺構。

モーリー家は元来フランスに住まう一族であったとされており、その姓もポワトゥー地方の小村モレ(Maulay)に由来するものであるという。
その祖ピーター・ド・モーリー(?-1241)は13世紀初頭にイングランドに渡り、ジョン王に仕えた。
その孫にあたるピーター・モーリー(1249-1308)は、1295年6月24日にモーリー男爵(Baron Mauley)として貴族院から議会招集を受けた。その後も、初代男爵の系統で爵位は継承された。
しかし5代男爵ピーターの死去に際して、爵位は保持者不在(Abeyance)となって現在に至っている。
彼の死後は、甥にあたるラルフ・ビゴッド(1410-1461)が一族の邸宅であったマルグレイブ城を相続して、モーリー卿を仮冒したという。しかし、ラルフも1461年に薔薇戦争下のタウトンの戦いで戦死している。
なお、1838年にウィリアム・ポンソンビーが連合王国貴族爵位のド・モーリー男爵(Baron de Mauley)に叙されたが、これは彼の妻であるバーバラ・アシュリー=クーパーがモーリー男爵家の子孫であり、かつ停止した爵位の共同相続人であったことに因む。

## モーリー男爵(1295年)
- 初代モーリー男爵ピーター・モーリー（1249-1308）
- 第2代モーリー男爵ピーター・モーリー（1281-1336?）
- 第3代モーリー男爵ピーター・モーリー （1300-1355年）
- 第4代モーリー男爵ピーター・モーリー （1331頃–1383）
- 第5代モーリー男爵ピーター・モーリー （1378-1415年頃）(1415年に爵位保持者不在となり停止)

### 註釈
1. ↑  彼は「邪悪なる君臣(evil counsellors)」と呼ばれて、ジョン欠地王の奸臣の一人とされた。

## 参考図書
- Vincent, Nicholas (2004年). "Maulay , Peter (I) de (died 1241)". Oxford Dictionary of National Biography (September 2012 online ed.). Oxford University Press. doi:10.1093/ref:odnb/18375. 2015年1月4日閲覧。(要購読、またはイギリス公立図書館への会員加入)
- Dickens, A.G. (1982) [1959]. Lollards and Protestants in the Diocese of York, 1509–1558 (reprint ed.). London: Hambledon Press (1982-07-01発行). ISBN 978-0-907628-05-7
- Clay, C.T. (1932). “Mauley”. In H.A. Doubleday. The Complete Peerage. 8 (2nd ed.). London: St. Catherine Press. pp. 554–571
- Gorski (2004年). “Mauley family (per. c. 1226–1415), barons”. Oxford Dictionary of National Biography. doi:10.1093/ref:odnb/54530. 2020年1月15日閲覧。
- Kingsford, C.L. (1896). “The Barons de Mauley”. English Historical Review 11 (43):  515–520. doi:10.1093/ehr/XI.XLIII.515. JSTOR 547141.
- Ross, Charles (1974). Edward IV. English Monarchs series. London: Eyre Methuen. ISBN 978-0-413-28680-2